# Вулиця Федора Кандиби
Вулиця Федора Кандиби — вулиця міста Конотоп Сумської області.

## Розташування
Одна з основних вулиць району Загребелля. Пролягає від Путивльської вулиці до вулиці Володимира Івасюка.

## Назва
Походить від прізвища представників конотопської козацької старшини. Федір Кандиба проживав на Загребеллі (передмістя Конотопа). Вулиця, яка вела від Путивльського тракту до хутора Кандиби, отримала однойменну з хутором назву. Федора Кандибу вважають імовірним автором «Літопису Самовидця». З 1681 по 1689 рік він був конотопським сотником. Навів сувору дисципліну між козаками, впорядковує фортецю, зміцнив господарство. Гетьман Іван Мазепа, високо цінуючи Федора Кандибу, запропонував йому підвищення — посаду полкового обозного.

## Історія
Існує з XVIII століття. Вперше згадується у 1782 році.
До початку XX століття — Кандибина вулиця. Назву вулиця отримала від династії Кандиб — представників козацької старшини, пізніше — поміщиків, що володіли землями сучасного району Загребелля.
З 1920-х років — Робітничо-Селянська вулиця.
Влітку 2023 року була перейменована в рамках кампанії деколонізації, що активізувалася після початку широкомасштабного російського воєнного вторгнення в Україну.